# (32178) 2000 ND15
2000 ND15 (asteroide 32178) é um asteroide da cintura principal. Possui uma excentricidade de 0.10454650 e uma inclinação de 5.50902º.
Este asteroide foi descoberto no dia 5 de julho de 2000 por LONEOS em Anderson Mesa.